# Semljicola alticola
Semljicola alticola là một loài nhện trong họ Linyphiidae. Chúng được Herman Theodor Holm miêu tả năm 1950.